# Beachvolleybal Ermerstrand
Beachvolleybal Ermerstrand is een jaarlijks terugkerend evenement dat plaatsvindt op Recreatiepark Ermerstrand aan het Ermerzand in Drenthe, Nederland. Het toernooi trekt honderden teams en duizenden volleyballers uit het hele land en daarbuiten. Het evenement is georganiseerd door de volleybalclub Sleen en wordt gekenmerkt door zijn grote omvang en gezellige sfeer.

## Geschiedenis
Het evenement, dat zijn eerste editie beleefde in 1996, is uitgegroeid tot een van de grootste beachvolleybaltoernooien in Nederland. Het toernooi, dat jaarlijks bijna 450 teams naar het Ermerstrand trekt, wordt gekenmerkt door zijn grote omvang met zo'n vijftig velden en meer dan 1300 volleyballers. Het toernooi biedt zowel een recreantenklasse, waarbij vier tegen vier wordt gespeeld, als een klasse waarin twee tegen twee wordt gespeeld. De organisatie van het toernooi wordt mogelijk gemaakt door de inzet van ruim vijftig vrijwilligers. In 2011 werd het toernooi echter getroffen door overvloedige regenval, waardoor driekwart van de velden op zondag niet bespeelbaar was en het evenement moest worden stopgezet.

## Randprogramma
Naast het volleybaltoernooi is er ook een randprogramma met muziek en vertier. In 2019 werd bijvoorbeeld de bekende dj Sam Feldt gestrikt voor een show.